# Нараяна Бхаттатири
Мелпатур Нараяна Бхаттатири (малаял. മേല്‍പ്പതൂര്‍ നാരായണ ഭട്ടതിരി; 1560—1648) — индийский средневековый санскритский поэт, астроном, математик и лингвист. Более всего известен как автор поэмы «Нараяниям». Сочинил много произведений в жанре чампу.

## Биография
Нараяна Бхаттатири родился в брахманской семье в деревне Куруматтур в Малабаре в 1560 году. Дом, в котором он родился, находился менее чем в двух километрах от знаменитого храма Бхагавати в Чанданаккаву. У Нараяны был младший брат по имени Матридатта, который впоследствии помогал Нараяне, записывая его сочинения под диктовку.
Нараяна получил всестороннее образование. Отец обучил его философии мимамсы и другим предметам, а Веды он изучил под руководством другого учителя. Нараяна Бхаттатири принял как своего духовного учителя Ачьюту Пишарати, который обучил его вьякаране. К 16 годам он обладал глубокими познаниями в Ведах, санскрите и логике.
Когда Нараяне Бхаттатири было 25 лет, его гуру Ачьюта Пишарати тяжело заболел ревматизмом (согласно другой версии — был парализован). Нараяна стал усиленно молиться, желая принять болезнь гуру на себя. Когда его желание было исполнено, он отправился в храм Кришны в Гуруваюре. Там, один известный учёный брахман наказал ему написать для храмового божества Кришны, Гуруваюраппана, поэму на санскрите. В надежде излечится от своего недуга, в течение 100 дней Нараяна Бхаттатири ежедневно сочинял 10 шлок и декламировал их перед мурти Кришны в храме. Каждое десятистишье завершалось молитвой, в которой Нараяна Бхаттатири просил Кришну о своём исцелении. Последнее десятистишье было написано 27 ноября 1586 года, после чего Кришна лично предстал перед ним. В последних шлоках поэмы, Нараяна Бхаттатири подробно и живо описывает увиденную им форму Кришны. В этот же день он полностью исцелился от своего недуга. С тех пор, этот день ежегодно празднуется в храме как «Нарания-динам». По сей день можно посетить мандапам, где Нараяна Бхаттатири сидел и воспевал гимны во славу Гуруваюраппана.

## Сочинения
Точное количество написанных Нараяной Бхаттатири произведений неизвестно, но существует более 30 трудов, которые однозначно принадлежат его перу:
- «Нараяниям»
- Шрипадасаптати
- Гуруваюпурешастотрам
- Гошринагараварнанам
- Матамахишпрашасти
- Шайлабдхишвара-прашасти
- Сукташлокас
- Ашвалаяна-криякрама
- Пракриясарвасвам
- Дхатукавьям
- Апанинияпраманьясадханам
- Манапаричхеда
- Тантраварттиканибандхана
- Раджасуям
- Дутавакьям
- Панчалисаямварам
- Налаяничаритам
- Сундопасундопакхьянам
- Субхадрахаранам
- Каунтеяштакам
- Киратам
- Кайлашаварнанам
- Матсьяватарам
- Нригамокшам
- Ниранунасика
- Ракшасотпатти
- Ахальямокша
- Балаканда
- Дакшаягья
- Трипурадахана
- Аштамичампу
- Свахашудхакарам
- Котивирахам